# Roberto Nani

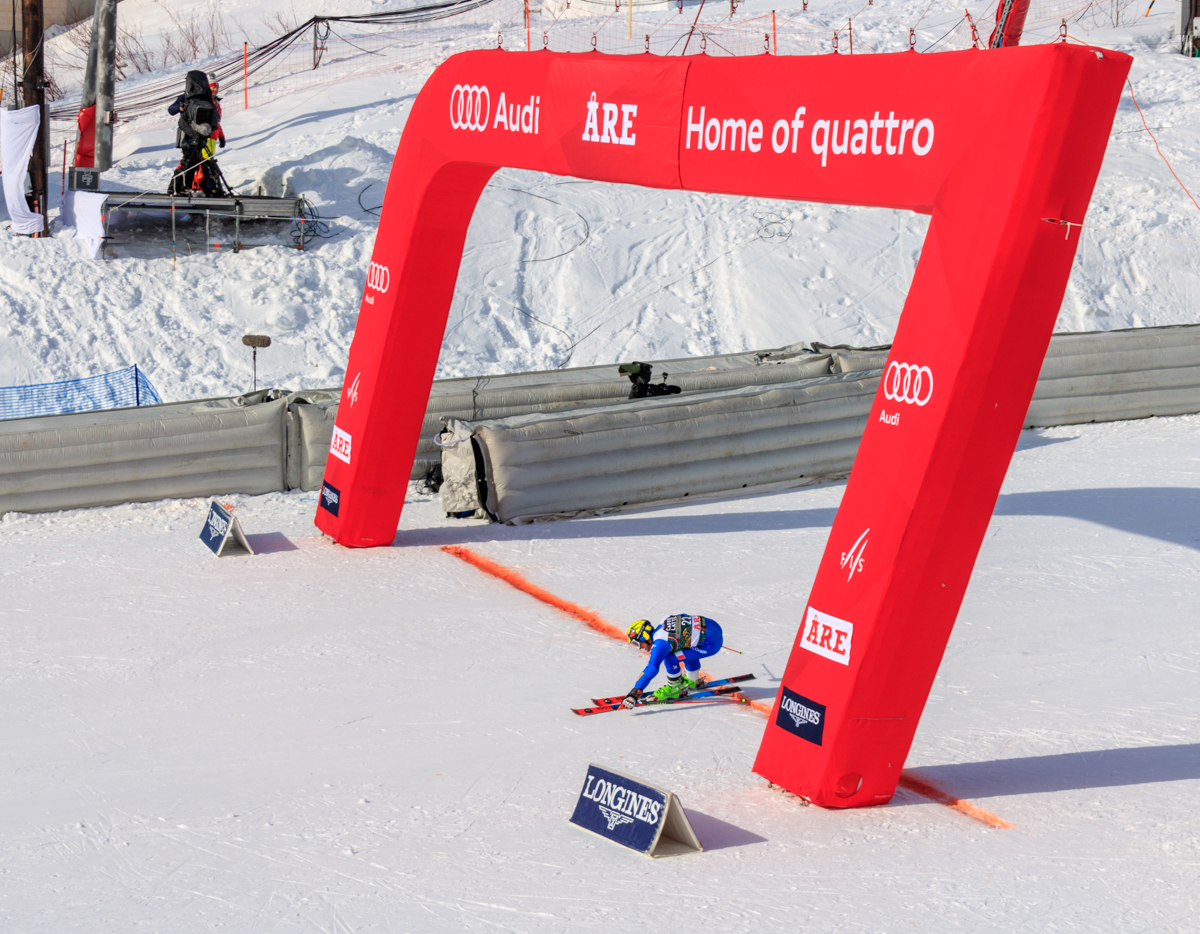
Roberto Nani går i mål i Storslalomen vid Världscupen i Åre 2018

Roberto Nani, född den 14 december 1988 i Sondalo, Lombardiet, är en italiensk alpin skidåkare. Han bor i Livigno, och han tävlar för CS Esercito. Hans debut i världscupen ägde rum den 6 mars 2011. Han har specialiserat sig på slalom och storslalom och gick in på en nionde plats i världscupdebuten 2014/2015, hans näst främsta placering efter åttonde platsen året tidigare.